# Сергеевка (Братский район)
Сергеевка (укр. Сергіївка) — село в Братском районе Николаевской области Украины.
Основано в 1809 году. Население по переписи 2001 года составляло 696 человек. Почтовый индекс — 55440. Телефонный код — 5131. Занимает площадь 1,867 км².

## Местный совет
55440, Николаевская обл., Братский р-н, с. Сергеевка, ул. Ленина, 1